# Gäster med gester
Gäster med gester är ett svenskt underhållningsprogram (lekprogram) som först sändes i SVT mellan den 8 september 1982 och 5 januari 1999 med Lennart Swahn som programledare. Programmet återkom i en ny upplaga 2011 och 2012 med Rickard Olsson som programledare. Totalt har nio säsonger av programmet sänts.
I programmet får två lag med kända personer, huvudsakligen skådespelare, leka charader med varandra. Producent var mellan 1982 och 1999 Karin Falck. Lennart Swahn var programledare och Arne Nilsson var poängräknare. Den ursprungliga uppställningen av gäster var Lasse Berghagen, Jarl Borssén, Johannes Brost, Inga Gill, Björn Skifs, Jeja Sundström, Meg Westergren och Gunilla Åkesson med Sven Lindberg som inhoppare för Borssén och Lena Söderblom för Westergren.
I senare upplagor av programmet (de som sändes under 1990-talet) medverkade bland andra Eva Bysing, Monica Dominique, Anders Eljas, Robert Gustafsson, Carina Lidbom, Anders Lundin, Lennie Norman, Lennart R. Svensson, Blossom Tainton, Martin Timell och Östen Warnerbring.
Programmet är en av titlarna i boken Tusen svenska klassiker (2009).

## Säsongen 1982
- Övre laget: Jeja Sundström, Lasse Berghagen, Gunilla Åkesson och Jarl Borssén eller Sven Lindberg
- Nedre laget: Meg Westergren, Johannes Brost, Inga Gill och Björn Skifs[4]

## Säsongen 1983
- Övre laget: Jeja Sundström, Lasse Berghagen, Gunilla Åkesson och Jarl Borssén
- Nedre laget: Johannes Brost, Inga Gill, Björn Skifs och Meg Westergren eller Lena Söderblom[5]

## Säsongen 1989
- Övre laget: Jarl Borssén, Gunilla Åkesson, Lennie Norman och Jeja Sundström
- Nedre laget: Inga Gill, Anders Eljas, Eva Bysing och Lennart R Svensson[4]

## Säsongen 1993
- Medverkande: Jarl Borssén, Johannes Brost, Robert Gustafsson, Carina Lidbom, Anders Lundin, Jeja Sundström, Blossom Tainton och Martin Timell[4]

## Säsongen 1997
- Medverkande: Lotta Ardai, Jarl Borssén, Johannes Brost, Robert Gustafsson, Carina Lidbom, Jeja Sundström, Blossom Tainton och Martin Timell[4]

## Säsongen 1998
- Medverkande: Monica Dominique, Sussie Eriksson, My Holmsten, Pia Johansson, Johannes Brost, Ulf Brunnberg, Reuben Sallmander, Linus Wahlgren[4] med flera

## Säsongen 1999
- Medverkande: Ulf Brunnberg, Pontus Gårdinger, My Holmsten, Carina Lidbom, Maria Lundqvist, Mi Ridell, Reuben Sallmander, Björn Skifs[4] med flera

## Säsongen 2011
Under hösten 2011 sändes en ny säsong av programmet, den sjunde i ordningen, med Rickard Olsson som programledare. Det första avsnittet sändes lördagen den 20 augusti. Ytterligare fyra nya avsnitt, vilka utgör en åttonde säsong, sändes den 12, 19 och 26 januari samt den 2 februari 2012.
- Lag 1: Lena Philipsson, Morgan Alling, Andreas Nilsson
- Lag 2: Christine Meltzer, Peter Magnusson, Lina Hedlund
- Lag 3: Per Andersson, Katrin Sundberg, Anton Lundqvist
- Oldies 1: Lennie Norman, Jeja Sundström, Mi Ridell
- Oldies 2: Carina Lidbom, Johannes Brost, My Holmsten
- Oldies 3: Gunilla Åkesson, Sussie Eriksson, Blossom Tainton

I varje tävlingsomgång gästas lagen dessutom av var sin hemlig, känd gäst, bland andra Nassim Al Fakir, Björn Skifs, Robert Gustafsson, Nanne Grönvall, Markoolio, Marie Serneholt, Kattis Ahlström och Johan Wester.

## Säsongen 2012
Den 3 november 2012 sändes det första programmet av en ny säsong, åter igen med Rickard Olsson som programledare. Nyheter denna gången var återinförandet av tidsdomare i den enhällige domaren Stefan Holm. En annan nyhet var "tofsansvarig" Maria Montazami. I övrigt var det samma som säsongen innan att ett lag bestod av tre fasta personer som sedan fick hjälp av en hemlig gäst.
- Team Fars: Per Andersson, Annika Andersson och Stefan Gerhardsson
- Team Drama: Gustaf Hammarsten, Maria Lundqvist och Cecilia Forss
- Team Galenskaparna: Anders Eriksson, Knut Agnred och Jan Rippe
- Team Schlager: Shirley Clamp, Linda Bengtzing och Markoolio
- Team Gourmet: Carl-Jan Granqvist, Anna Skipper och Bengt Frithiofsson
- Team Allsång: Måns Zelmerlöw, Anton Lundqvist och Robert Rydberg
- Team Jury: Anders Bagge, Laila Bagge och Tony Irving
- Team Imitatörer: Christine Meltzer, Rachel Mohlin och Anna Blomberg

Hemliga gäster: Magdalena Graaf, Björn Ferry, Sean Banan, Malin Olsson, Regina Lund, Marcus Schenkenberg, Sofia Wistam, Pernilla Wahlgren, Morgan Alling, Pia Johansson, David Batra, Sissela Benn, Lasse Kronér, Elisabeth Höglund och Lill-Babs
Sändningsordning:
| Program | Lag                   | Tävlande                                             | Hemlig Gäst                      | Sändningsdatum     |
| ------- | --------------------- | ---------------------------------------------------- | -------------------------------- | ------------------ |
| 1       | "Team Fars":          | Per Andersson, Annika Andersson, Stefan Gerhardsson  | Magdalena Graaf, Björn Ferry     | Lördag 3 november  |
| 1       | "Team Drama":         | Gustaf Hammarsten, Maria Lundqvist, Cecilia Forss    | Magdalena Graaf, Björn Ferry     | Lördag 3 november  |
| 2       | "Team Galenskaparna": | Anders Eriksson, Knut Agnred, Jan Rippe              | Sean Banan, Malin Olsson         | Lördag 10 november |
| 2       | "Team Schlager":      | Shirley Clamp, Linda Bengtzing, Markoolio            | Sean Banan, Malin Olsson         | Lördag 10 november |
| 3       | "Team Gourmet":       | Carl-Jan Granqvist, Anna Skipper, Bengt Frithiofsson | Regina Lund, Marcus Schenkenberg | Lördag 17 november |
| 3       | "Team Fars":          | Per Andersson, Annika Andersson, Stefan Gerhardsson  | Regina Lund, Marcus Schenkenberg | Lördag 17 november |
| 4       | "Team Allsång":       | Måns Zelmerlöw, Anton Lundqvist, Robert Rydberg      | Sofia Wistam, Pernilla Wahlgren  | Lördag 24 november |
| 4       | "Team Galenskaparna"  | Per Fritzell, Knut Agnred, Jan Rippe                 | Sofia Wistam, Pernilla Wahlgren  | Lördag 24 november |
| 5       | "Team Jury":          | Anders Bagge, Laila Bagge, Tony Irving               | Morgan Alling, Pia Johansson     | Lördag 1 december  |
| 5       | "Team Gourmet":       | Carl-Jan Granqvist, Anna Skipper, Bengt Frithiofsson | Morgan Alling, Pia Johansson     | Lördag 1 december  |
| 6       | "Team Drama":         | Johan Rabaeus, Maria Lundqvist, Cecilia Forss        | David Batra, Sissela Benn        | Lördag 8 december  |
| 6       | "Team Allsång":       | Måns Zelmerlöw, Anton Lundqvist, Robert Rydberg      | David Batra, Sissela Benn        | Lördag 8 december  |
| 7       | "Team Jury":          | Anders Bagge, Laila Bagge, Tony Irving               | Lasse Kronér, Elisabeth Höglund  | Lördag 15 december |
| 7       | "Team Imitatörer":    | Christine Meltzer, Rachel Mohlin, Anna Blomberg      | Lasse Kronér, Elisabeth Höglund  | Lördag 15 december |
| 8       | "Team Imitatörer":    | Christine Meltzer, Rachel Mohlin, Anna Blomberg      | Lill-Babs, Gustaf Hammarsten     | Lördag 22 december |
| 8       | "Team Schlager":      | Lina Hedlund, Linda Bengtzing, Markoolio             | Lill-Babs, Gustaf Hammarsten     | Lördag 22 december |

## Liknande program
- Give Us a Clue, brittiskt lekprogram med charader som sändes på ITV mellan 1979 och 1992.
- Dårhuset, på TV4 under 2004 med Felix Herngren som programledare.